# Martini (Automobilfabrik)

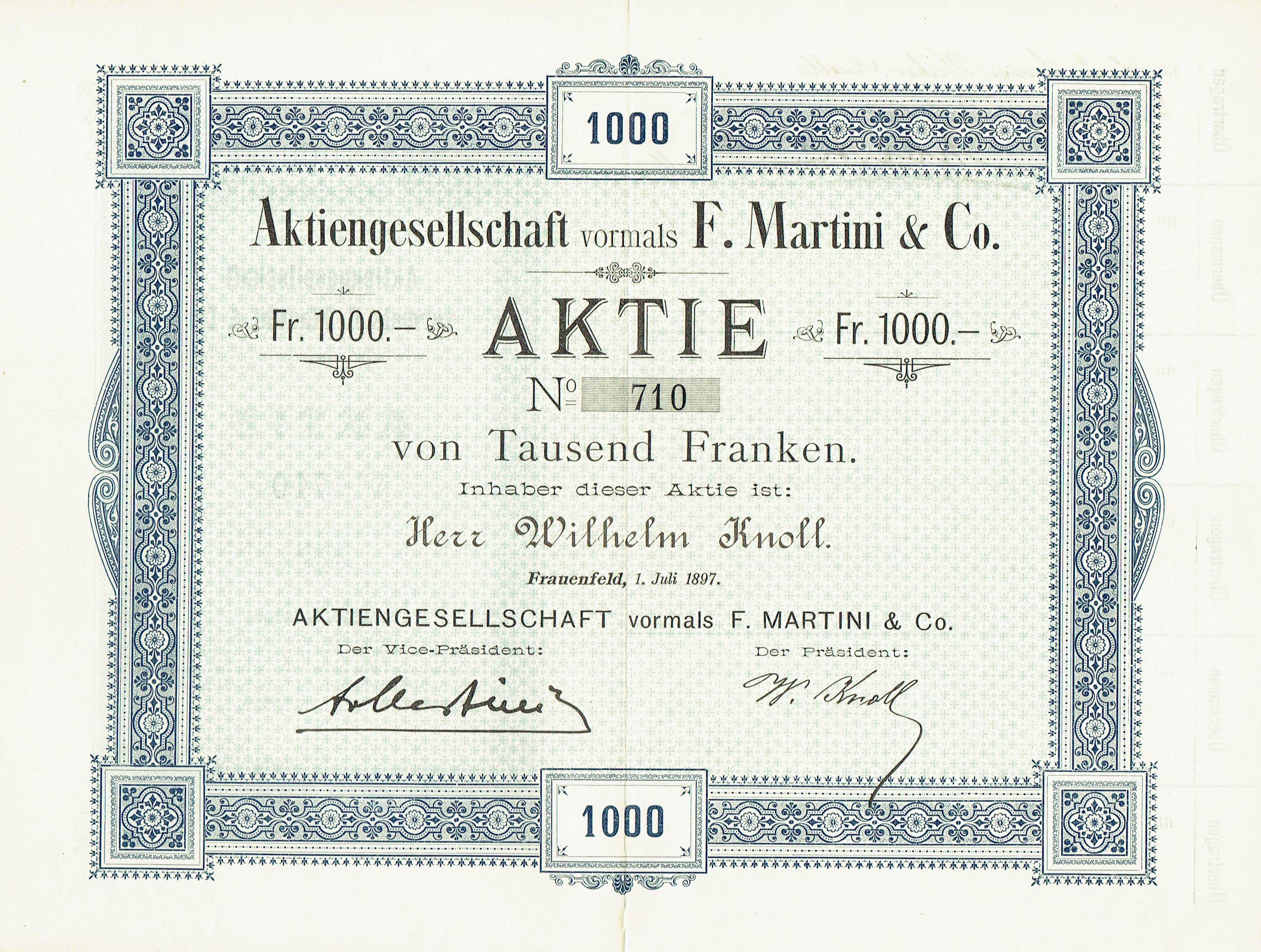
Gründeraktie der AG vormals F. Martini & Co. vom 1. Juli 1897

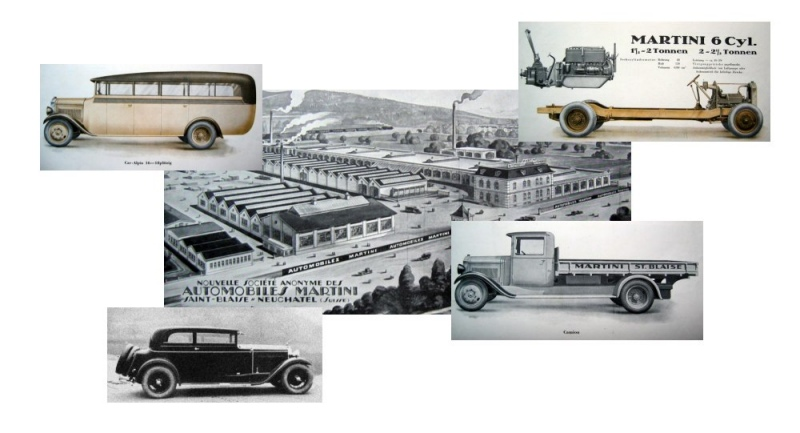
Martini Werk Saint-Blaise 1928

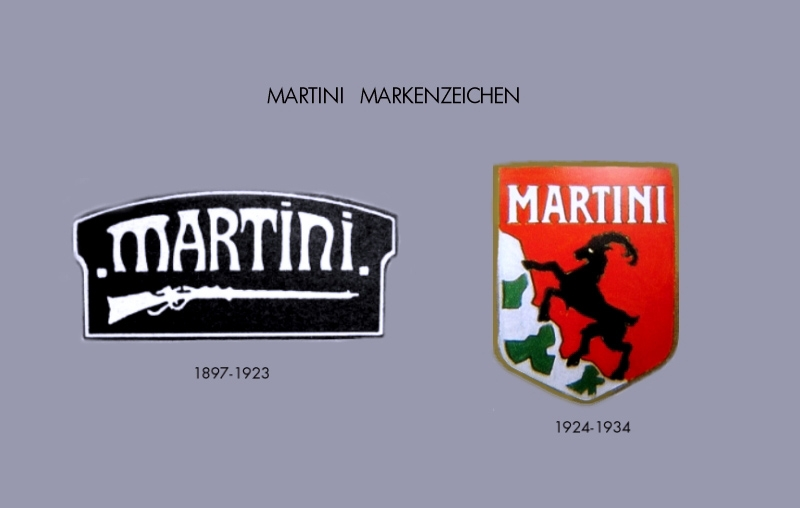
Martini Logos: 1897 / 1924

Martini (1897–1934) war die bedeutendste und erfolgreichste schweizerische Personenwagenfabrik.
In den 37 Jahren ihres Bestehens wurden rund 3500 Fahrzeuge hergestellt.
Der Betrieb ging aus der von dem Schweizer Konstrukteur und Erfinder Friedrich von Martini 1860 in Frauenfeld, Kanton Thurgau, gegründeten Maschinenfabrik F. Martini & Co. hervor, ein Unternehmen, das anfangs Buchbinde- und Stickmaschinen, ab 1869 hauptsächlich Gewehre, insbesondere das Martini-Henry-Gewehr, herstellte. Am 1. Juli 1897 wurde die Firma als Aktiengesellschaft vormals F. Martini & Co. eingetragen.

## Geschichte

St. Blaise, in der Bildmitte die ehemaligen Produktionshallen der Martini-Fabrik, Mitte rechts die Cité Martini, Foto von Werner Friedli, 1970

Adolf und Max von Martini, die Söhne Friedrich von Martinis, brachten ab 1897 in rascher Folge Personenwagen auf den Markt. Ihr erstes eigenes Modell, ein offener Motorwagen mit Zweizylinder-Heckmotor, der noch stark an Konstruktionen von Carl Benz erinnerte, wurde bereits 1898 verbessert. 1899 folgte Typ 3 mit Frontmotor. 1901 entwickelten sie Typ 4, ein Auto mit 10 PS, das auch als Basis für einen ersten Lastwagen diente. 1902 hatten sie zwei neue V-Vierzylinder mit 10 und 16 PS im Programm und gingen im gleichen Jahr eine Lizenzvereinbarung mit dem französischen Hersteller Rochet-Schneider ein, dessen an den Mercedes-Simplex angelehntes 14/18-PS-Modell sie nachbauten. Der starke Absatz dieser Wagen ermutigte zur Ausweitung der Produktionskapazitäten.
Zu diesem Zweck errichtete man 1903 in Saint-Blaise bei Neuchâtel eine moderne Fabrikanlage. Für die rasch wachsende Belegschaft baute man nahe dem Werk eine Siedlung zweistöckiger Häuser mit Gärten, die als denkmalgeschützte "Cité Martini" noch heute bewohnt wird. Die Motoren wurden bis 1917 weiterhin in Frauenfeld hergestellt.

## Neues Werk in der Westschweiz

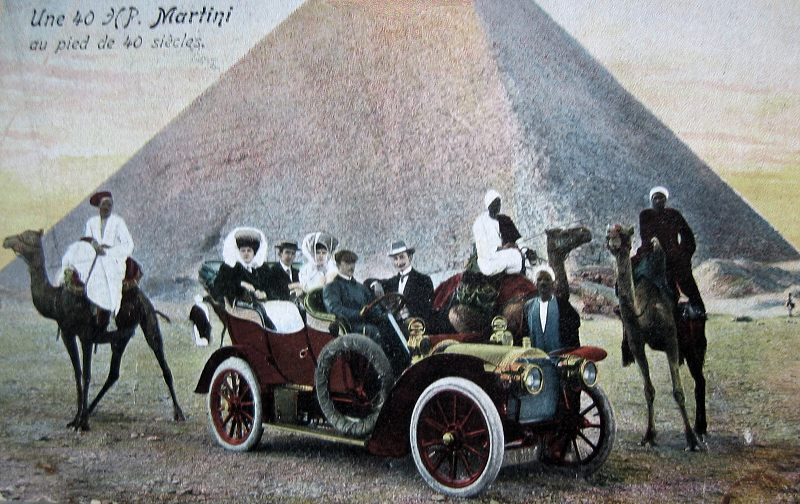
Martini 40 HP in Ägypten, 1908

Autorennen und andere sportliche Wettbewerbe spielten bei Martini eine wichtige Rolle bei der Vermarktung der eigenen Produkte. Die als schnell und ausdauernd geltenden Martinis errangen zahlreiche Achtungserfolge und machten die Marke auch im Ausland bekannt. 1905 hatte man schon eine ansehnliche Modellpalette im Angebot: 4-Zylinder-Maschinen in Stärken von 16, 20, 25 und 40 PS in mehreren Aufbauvarianten, vom reinen Chassis bis zu fertig karossierten offenen Phaetons und halb oder ganz geschlossenen Limousinen. Man produzierte nicht nur für den begrenzten heimischen Markt, sondern exportierte nach Frankreich, England, ja bis nach Nord- und Südamerika, Neuseeland, Kanada, Russland und Ägypten.

## H.H.P. Deasy

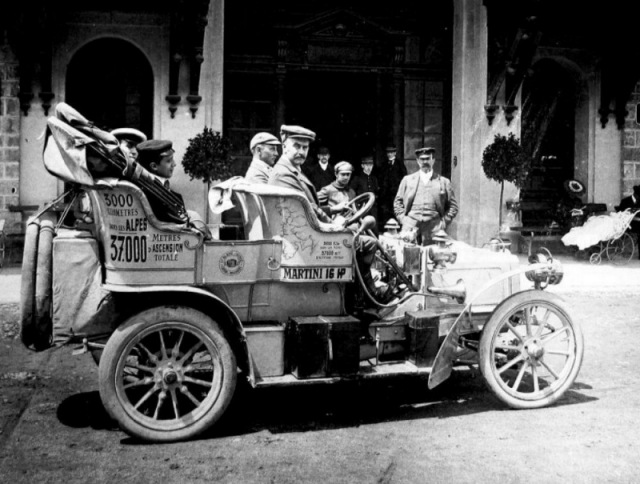
H.H.P. Deasy am Steuer eines Martini 16HP Double Phaëton bei der 3000-km-Alpenfahrt, 1904

Mit dem englischen Importeur H.H.P. Deasy konnte ein Kapitalgeber gewonnen werden, der durch Aufsehen erregende Aktionen Reklame für die Marke machte.
Deasy unternahm mehrere Rekordfahrten, unter anderem eine Fahrt auf Zahnradbahnschienen die 2045 m hohen Rochers-de-Naye bei Montreux hinauf, eine Strecke von immerhin elf Kilometern bei zum Teil 23 % Steigung, die sein 14 HP Martini schneller zurücklegte, als die Bergbahn selbst. Eine andere Werbeaktion bestand in einer Zuverlässigkeitsfahrt 3.000 km quer durch die Alpen, über 34 Pässe in Frankreich, Italien und der Schweiz und einen Gesamthöhenunterschied von 37.000 Metern hinweg.
Bei einer Wette gegen Rolls-Royce („Battle of the Cylinders“ – 4.000 Meilen / 4-Zylinder-Martini gegen Sechszylinder-Rolls-Royce) unterlag Deasy allerdings.

## Erste Krise
Das Jahr 1910 brachte erste Verluste. Zwar wurden insgesamt 260 Wagen hergestellt und über eigene Vertriebsgesellschaften in Paris, Berlin, London, Madrid, Lissabon und in New York verkauft – verdient hatte man dennoch nur wenig, da immer noch in aufwendiger Handarbeit produziert wurde. Hinzu kam der überraschende Konkurs der eigenen Hausbank. Ständig auf der Suche nach neuem Kapital, firmierte Martini mehrmals um, geriet in britische (Martini Automobile Co. Ltd.), französische, dann wieder in Schweizer Hände, wurde schliesslich umgewandelt in Neue Martini Automobilgesellschaft, während Adolf und Max von Martini das Unternehmen bereits verlassen hatten.
Bis 1914 wurde eine leicht gestraffte Modellreihe weitergebaut (u. a. drei verschiedene Personen-, zwei Lastkraftwagen und ein kleiner Omnibus). Dabei wurden wieder bescheidene Gewinne erzielt. Während des Ersten Weltkriegs besserte sich die Auftragslage ganz erheblich, und die Jahresproduktion von Martini erreichte 1917 mit annähernd 350 Fahrzeugen den Höhepunkt. Im Jahr 1918 wurden 635 Personenwagen und 77 Lastkraftwagen produziert.
1919 geriet die Firma erneut in heftige Turbulenzen, da Grossserien-Hersteller wie Fiat, Ford oder Citroën sehr viel preisgünstiger anboten. Martini war es in der Zwischenzeit weder gelungen, interessante Neuheiten zu entwickeln, noch seine Produktionsweise zu rationalisieren.
Bis 1925 hielt man sich mit einem einzigen Modell über Wasser, dem Tourenwagen TF, einer nur leicht modifizierten Variante des alten 18/24-PS-Vierzylinders aus dem Jahr 1913. Während die meisten ausländischen Mitbewerber bereits doppelt so starke, wesentlich schnellere und komplett karossierte Sechszylinder zu Preisen von 14'000 Franken anboten, verlangte Martini allein für das Chassis seiner veralteten Vierzylinder-Version 17'000 Franken. Das Ende der renommierten Marke schien bereits besiegelt.

## Steiger-Martini

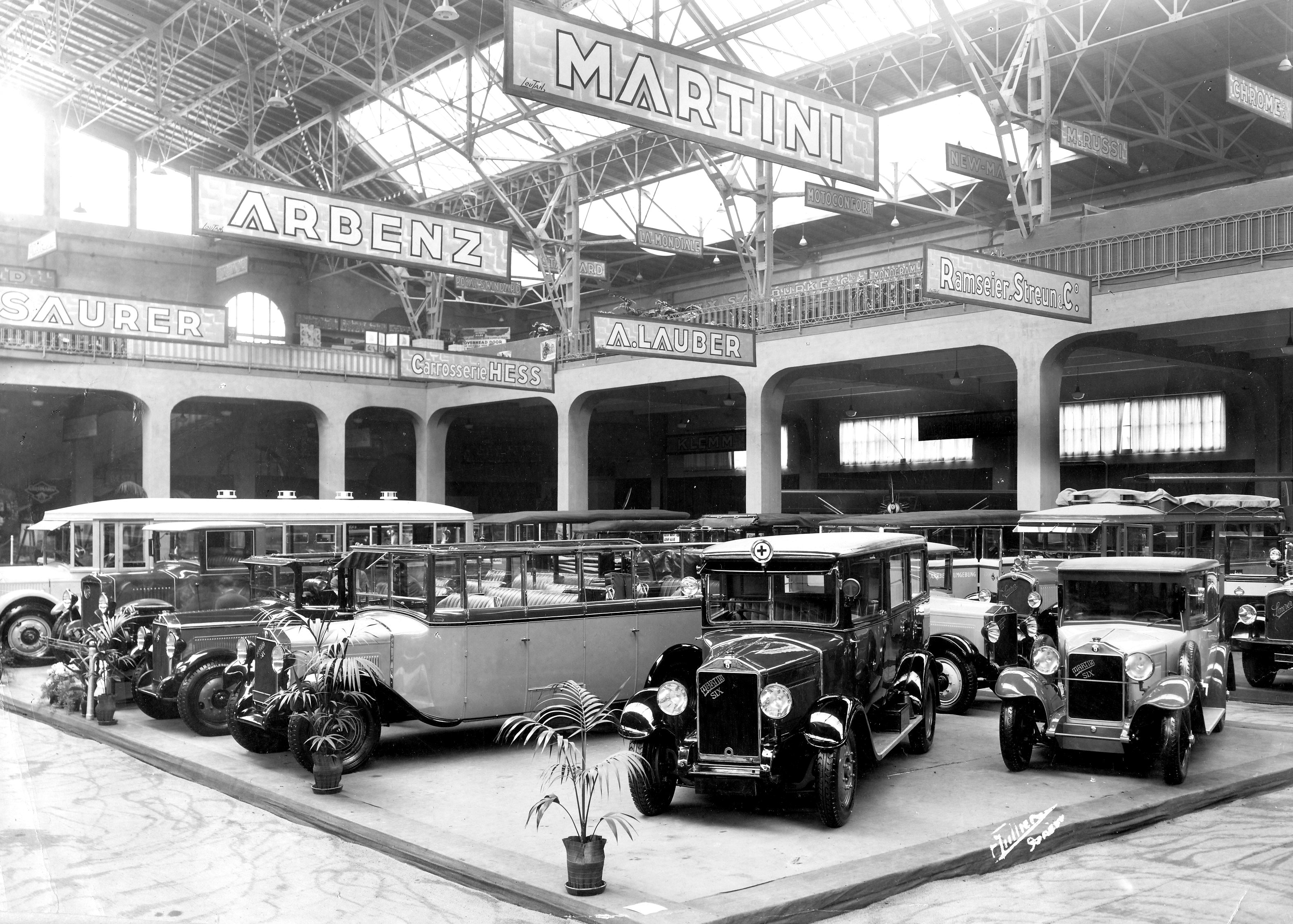
5 × Martini Six, Autosalon Genf, 1927

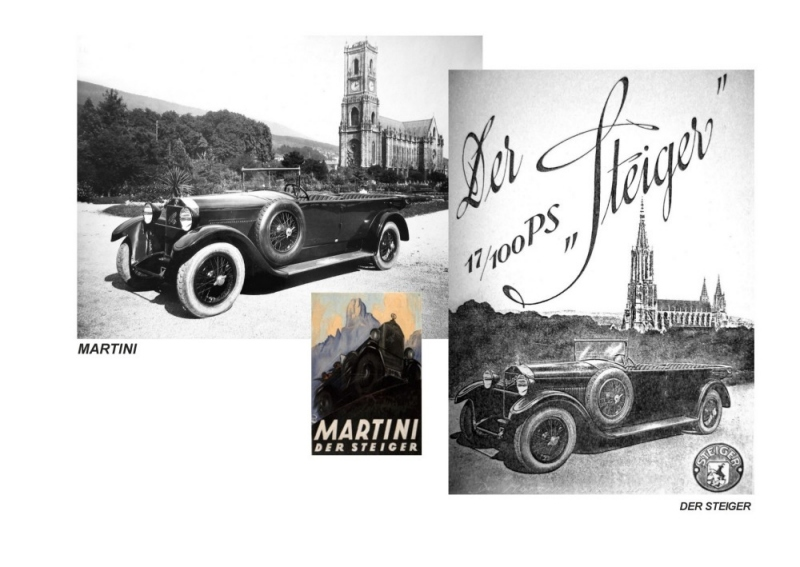
Martini (CH) und Steiger (D)

1924 trat eine überraschende Wende ein, als es den Brüdern Walther und Robert Steiger gelang, die Aktienmehrheit bei Martini zu übernehmen. Beide stammten aus der Familie von in Ulm ansässigen Schweizer Textilindustriellen (Steiger & Deschler) und verfügten nicht nur über Kapital, sondern auch über Erfahrung im Automobilbau. Walther Steiger, der im württembergischen Burgrieden ab 1920 viel beachtete Personenwagen herstellte, übernahm die technische Leitung bei Martini.
1926 wurde auf dem Genfer Auto-Salon das neu konstruierte Modell Martini-Six, Typ FU vorgestellt, ein komfortabler Tourenwagen mit 3,1-Liter-Sechszylindermotor, der 70 PS (51 kW) leistete. Die grosse, zuverlässige Reiselimousine war über 100 km/h schnell und verfügte über einen elektrischen Anlasser und eine auf alle vier Räder wirkende Unterdruck-Bremshilfe, sowie ein Vakuum-Benzinfördersystem. Walther Steiger hatte für die Martini Six die besten und modernsten Werkzeugmaschinen aus Europa und Amerika beschafft, die Jahresproduktion wurde auf 300 bis 400 Chassis geschätzt. Ausgesuchte Materialien und ein hoher Präzisionsstandard aller Teile waren die beste Garantie für gute Leistungen und eine lange Lebensdauer der neuen Martini-Autos.
Bereits 1927 präsentierte Martini in den Typen FUG und FUS eine neue 4,4-Liter-Sechszylinder-Maschine mit Zenith-Doppelvergaser, Zentralschmierung und Schnellganggetriebe, die zwischen 90 und 100 PS (66 und 73 kW) leistete und selbst die schweren Pullman-Versionen auf bis zu 130 km/h beschleunigte. Neben Coupés und Cabriolets wurden geräumige, vier- bis sechssitzige Limousinen und Landaulets in verschiedenen Ausführungen angeboten. Viele dieser luxuriös ausgestatteten Personenwagen wurden bei Carrosserie Georges Gangloff in Genf karossiert. Mit dem gleichen Motor, auf längerem, verstärktem Unterbau, stellte man zudem eine kleine Serie Lastwagen und Muldenkipper, Lieferwagen und Taxis, Krankenwagen und Omnibusse her.

## Export

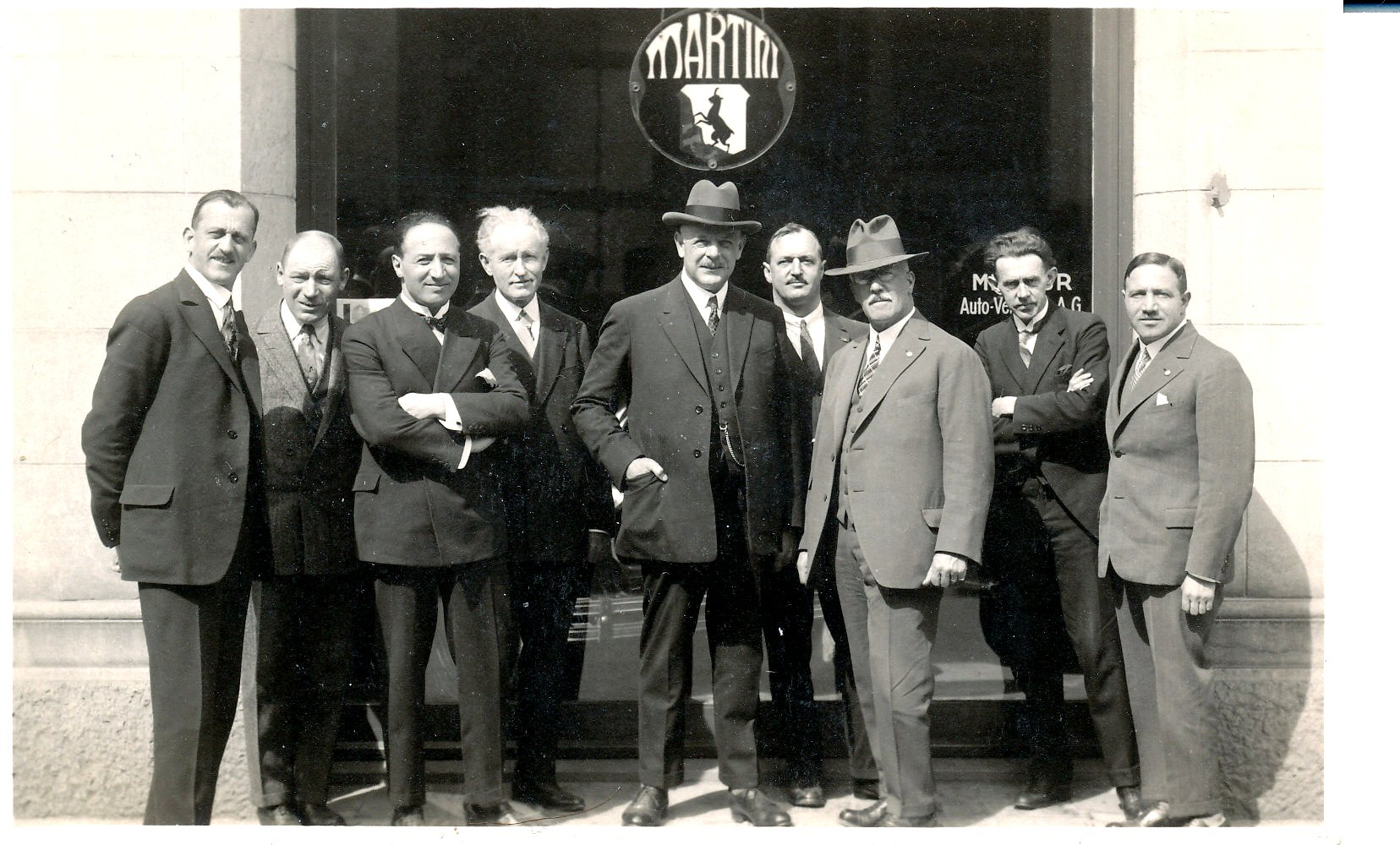
Martini-Steiger Verkaufsniederlassung München. Bildmitte: Walther Steiger

1928 gründete Martini in München eine Verkaufsniederlassung für Deutschland, wo der Martini-Six unter Nutzung des guten Namens, den sich die Steiger-Automobile erworben hatten, als 17/100-PS-Steiger-Martini angeboten wurde. Als Kühlerfigur diente der vom Steiger her bekannte Steinbock aus dem eigenen Familienwappen.

## Motorsport

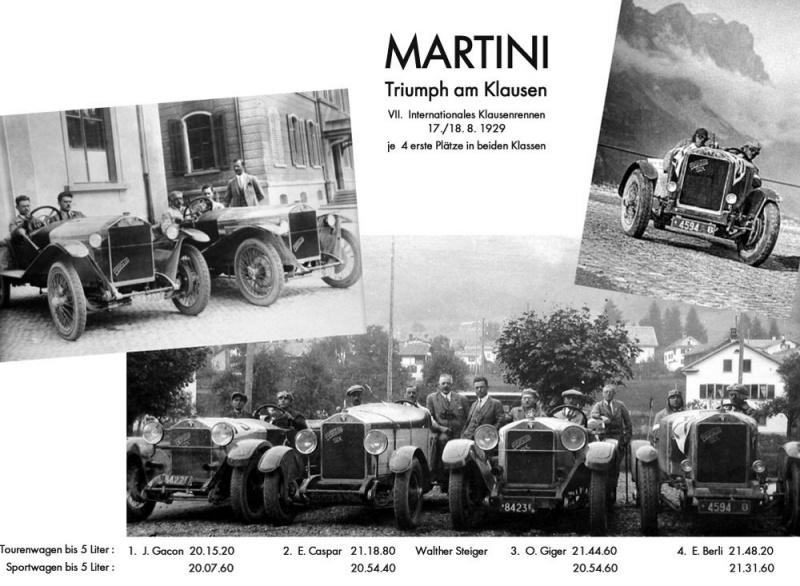
Vierfach-Sieg am Klausen, 1929

Nach Jahren der Pause widmete sich die Firma auch wieder der Entwicklung und Pflege spezieller Rennversionen. Mit leistungsstarken, schnellen Tourenwagen und eigens hergestellten Roadstervarianten nahmen Werks- und Privatfahrer an zahlreichen Autorennen teil.
Bekannte Namen wie Monard, Gacon, Caspar, Giger und Berli holten gegen starke internationale Konkurrenz immer wieder erste Ränge für die Schweizer Marke. Geradezu sensationell siegten 1929 gleich vier Martinis beim Internationalen Klausenrennen, der damals härtesten Bergprüfung Europas.

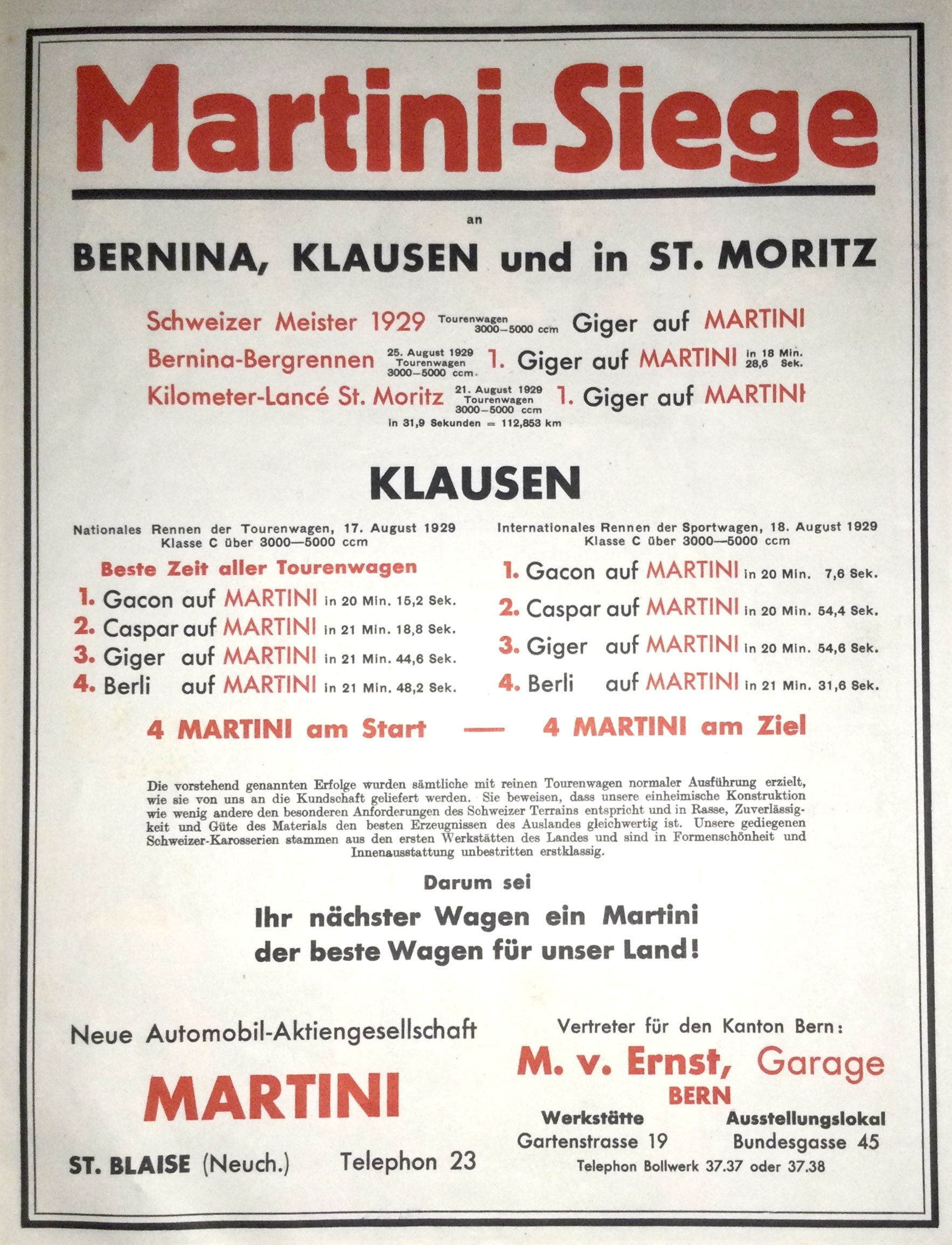
Martini on the rocks – Die Siege 1929

## Allmähliches Ende
Trotz grosser Anstrengungen kam man mit der kostspieligen Produktion aber nie in rentable Regionen und erreichte auch die Absatzziele nicht. Die damals eher autofeindlichen Gesetze der Schweiz, zunehmender Konkurrenzdruck aus dem Ausland und die Auswirkungen der Weltwirtschaftskrise trugen das Ihre dazu bei. Auch der Versuch, mit dem 1930–1932 in Lizenz gefertigten deutschen Wanderer-Modell W11 (Martini KM, 6 Zylinder, 50 PS) die Gewinnzone zu erreichen, scheiterte. Das Projekt eines preiswerten, modern konzipierten Fronttrieblers blieb aus finanziellen Gründen bereits in der Planungsphase stecken.
Von 1932 bis 1934 baute eine stark reduzierte Belegschaft noch einige Dutzend der überarbeiteten, grossen 4,4-Liter-Limousinen (nun als Martini NF) weiter. Mit einer Leistung von 95 PS, 2 Zénith-Vergasern, synchronisiertem 4-Gang-Getriebe, verchromtem Kühlergrill, Niederrahmenkonstruktion, Lockheed-Bremsen von Ate und hydraulischen Stossdämpfern stellte der NF „ein modernes und luxuriöses Fahrzeug dar, das durch seine hervorragende Qualität ganz fraglos zur Weltextraklasse zählt“. Aber auch dieses Modell konnte die Firma nicht mehr retten. Am 12. Juni 1934 wurden die Werkstore für immer geschlossen.
Circa 20 in verschiedenen Museen und Privatsammlungen verbliebene, exzellent erhaltene Martini-Wagen zeugen bis heute vom hohen Standard dieser einst berühmten Schweizer Marke.

## Die wichtigsten Modelle

Martini Automobile
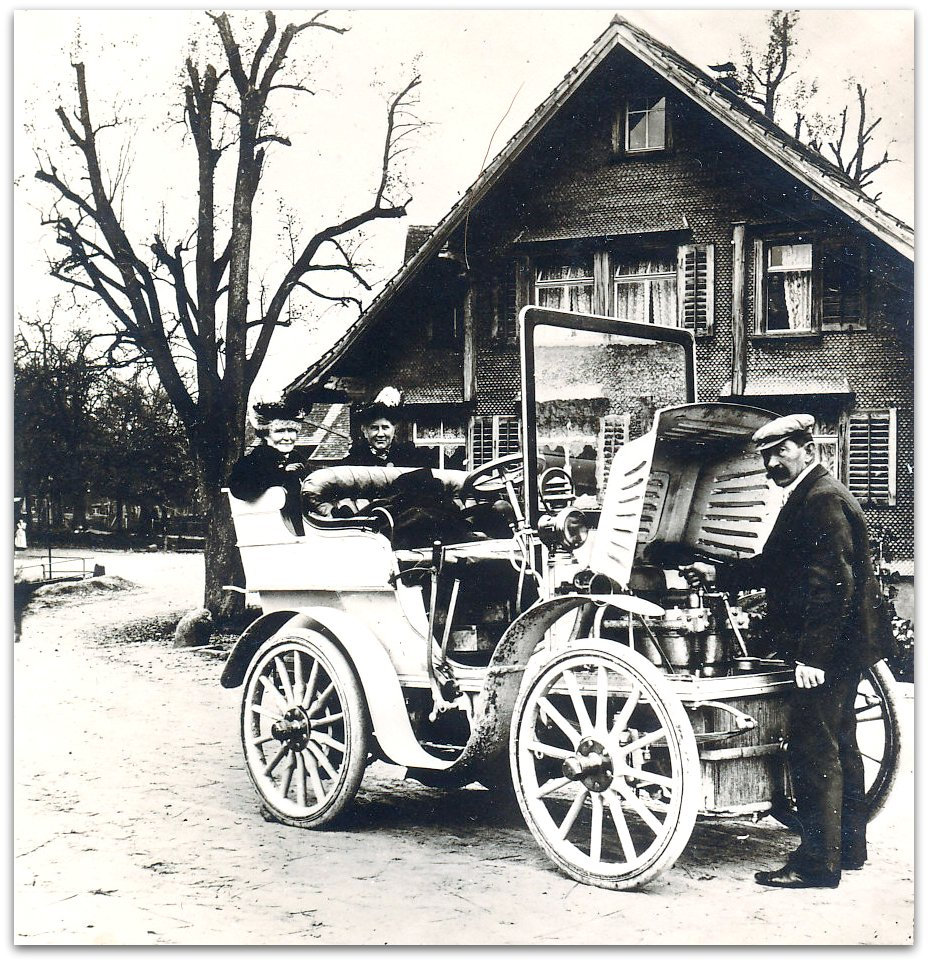
Der Unternehmer Gottlieb Suhner vor seinem Martini 20/24 HP, 1903
Martini 20/24 HP (1903) und Martini GA (1912), Fondation Gianadda, Martigny
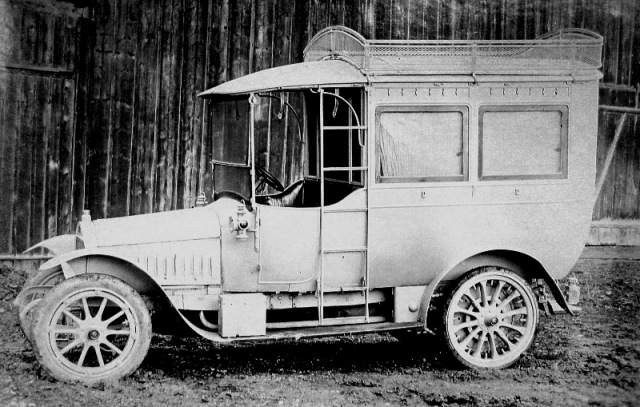
Martini Camionnette (ca. 1907)
Martini V3 (1908) Rennwagen Vmax 100 km/h Fondation Gianadda, Martigny
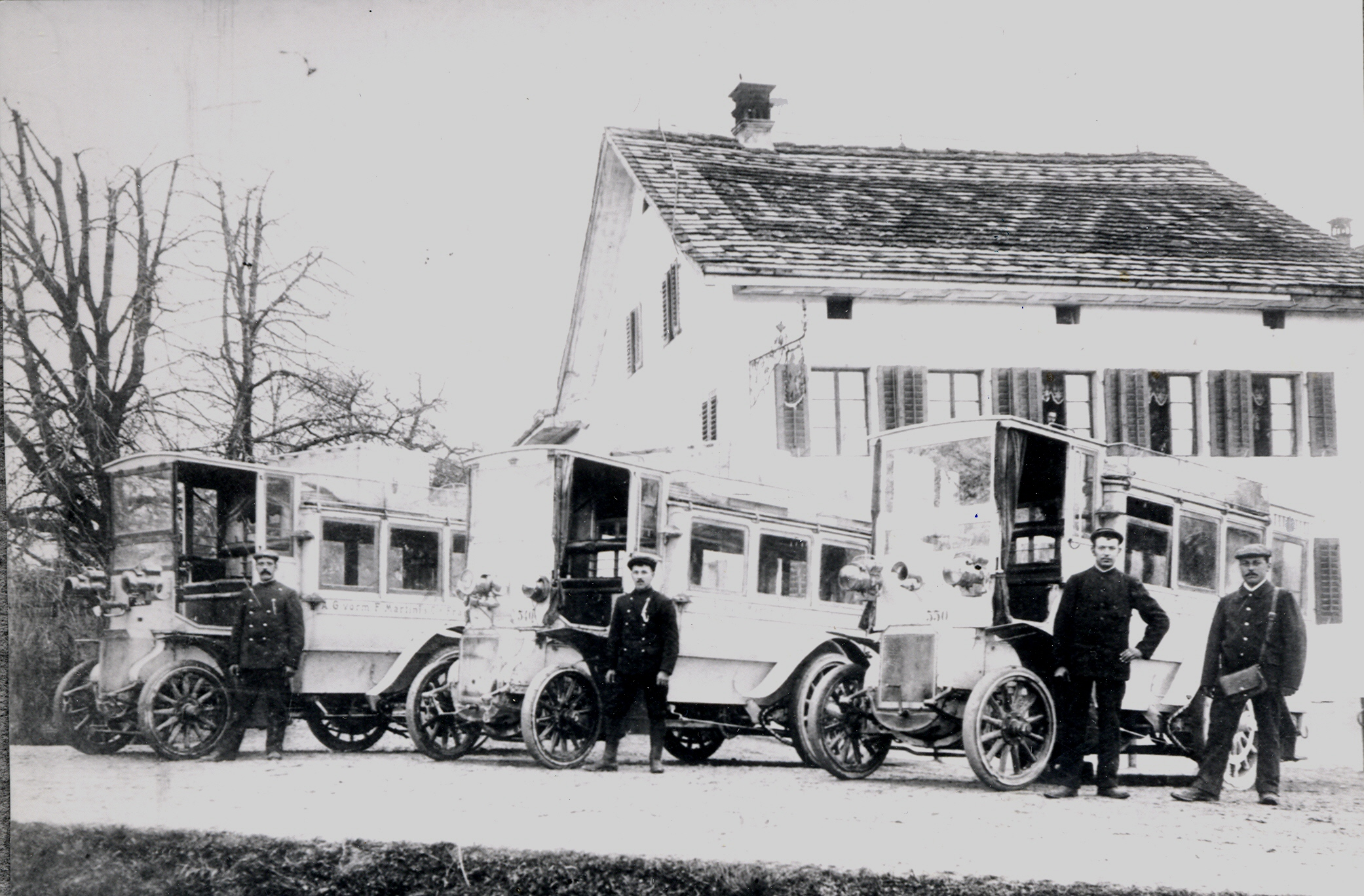
Martini-Busse in Zollikon (Kanton Zürich), ca. 1910
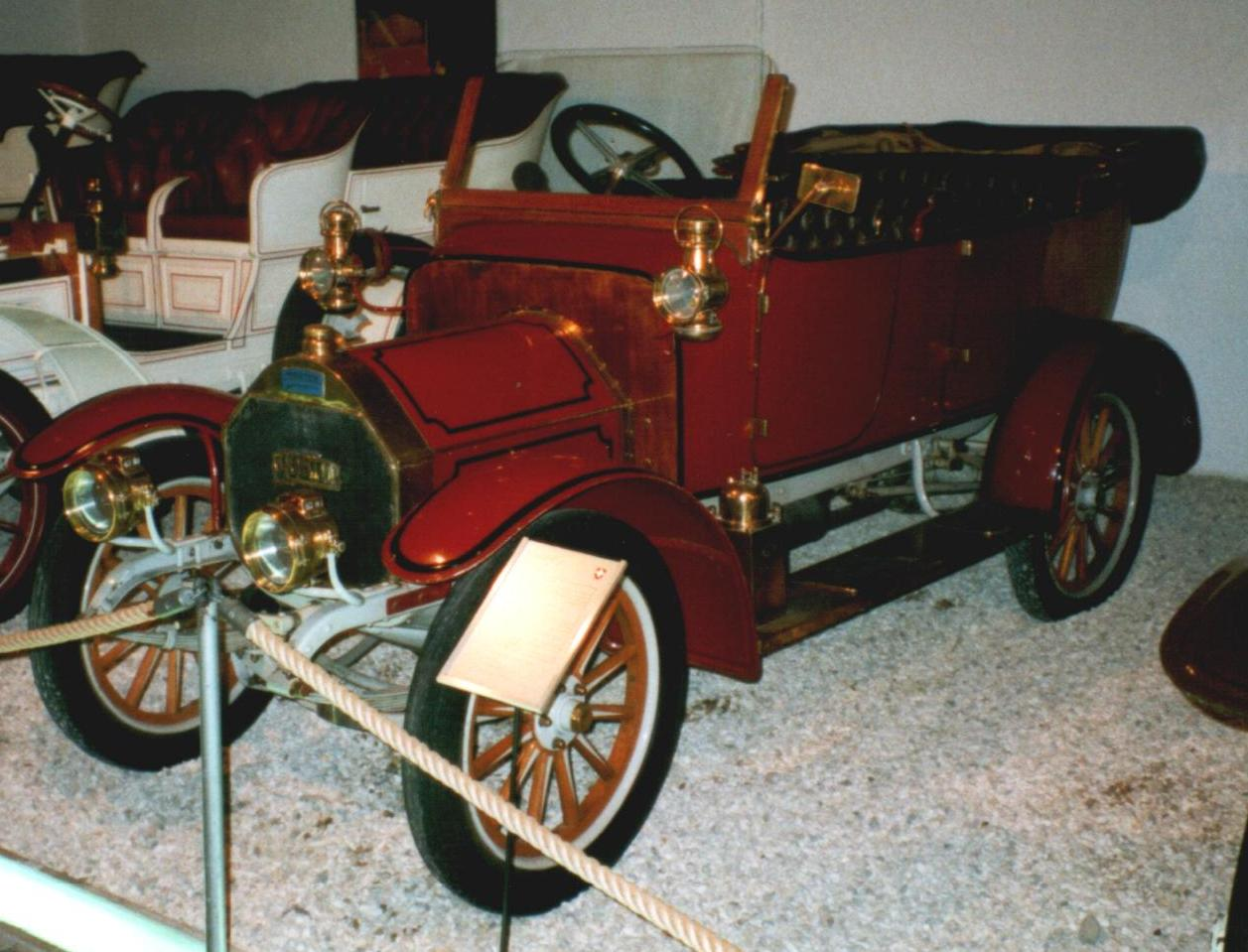
Martini GA Torpédo (1912) Fondation Gianadda, Martigny
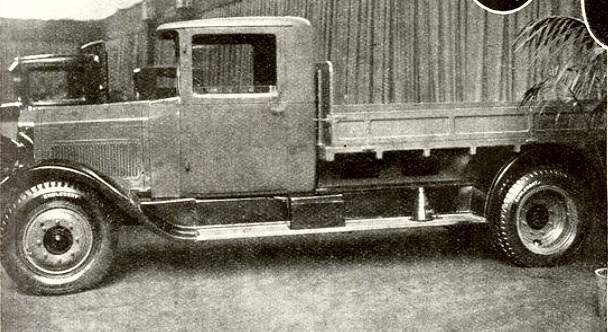
Martini 3t mit Sechszylindermotor 23 CV, um 1930
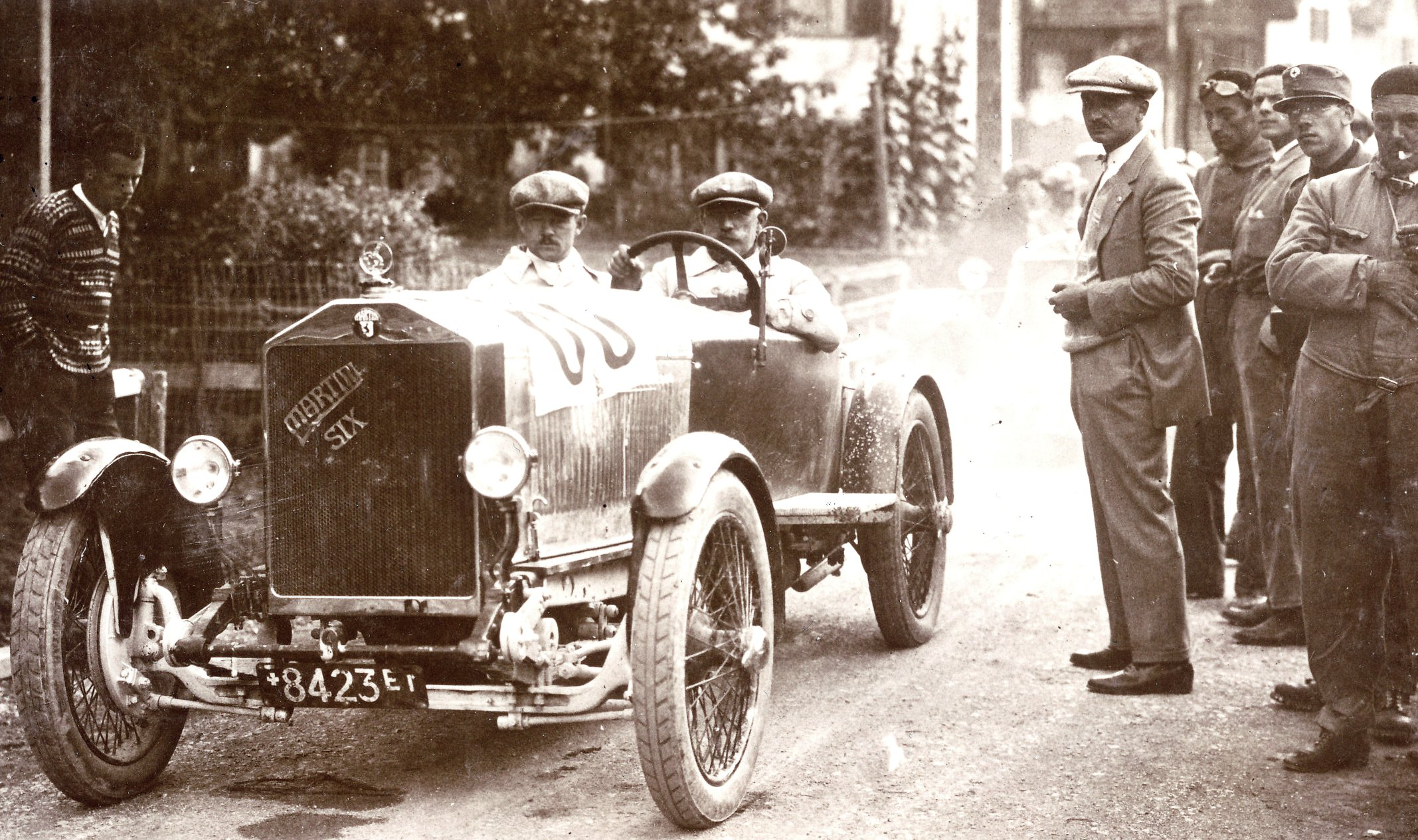
Martini Six Rennversion, Klausenrennen 1927 (Start). Fahrer: Monard, Beifahrer Rees.
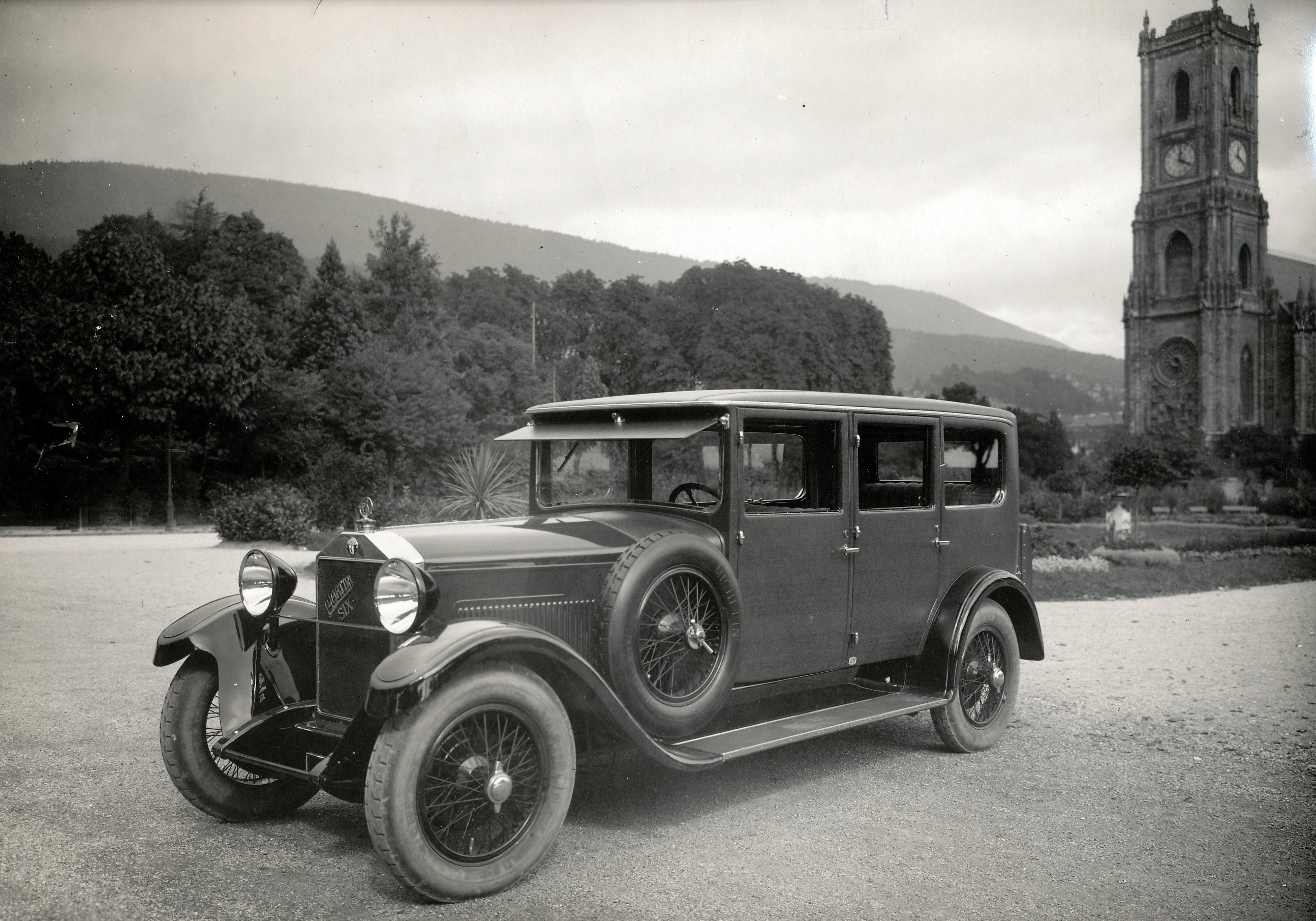
Martini Six Limousine 1928 Neuchatel
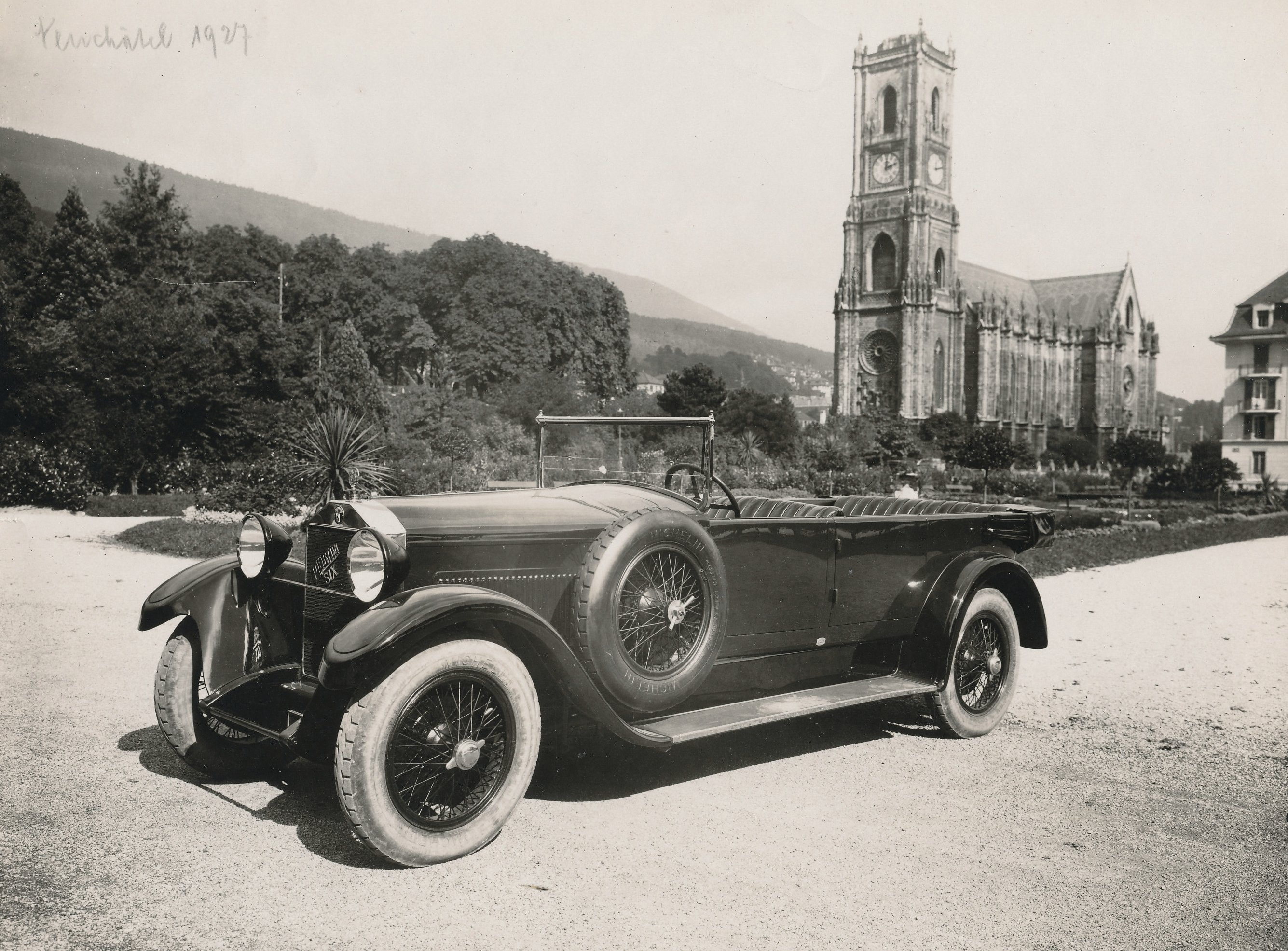
Martini Six Cabriolet, Neuchatel
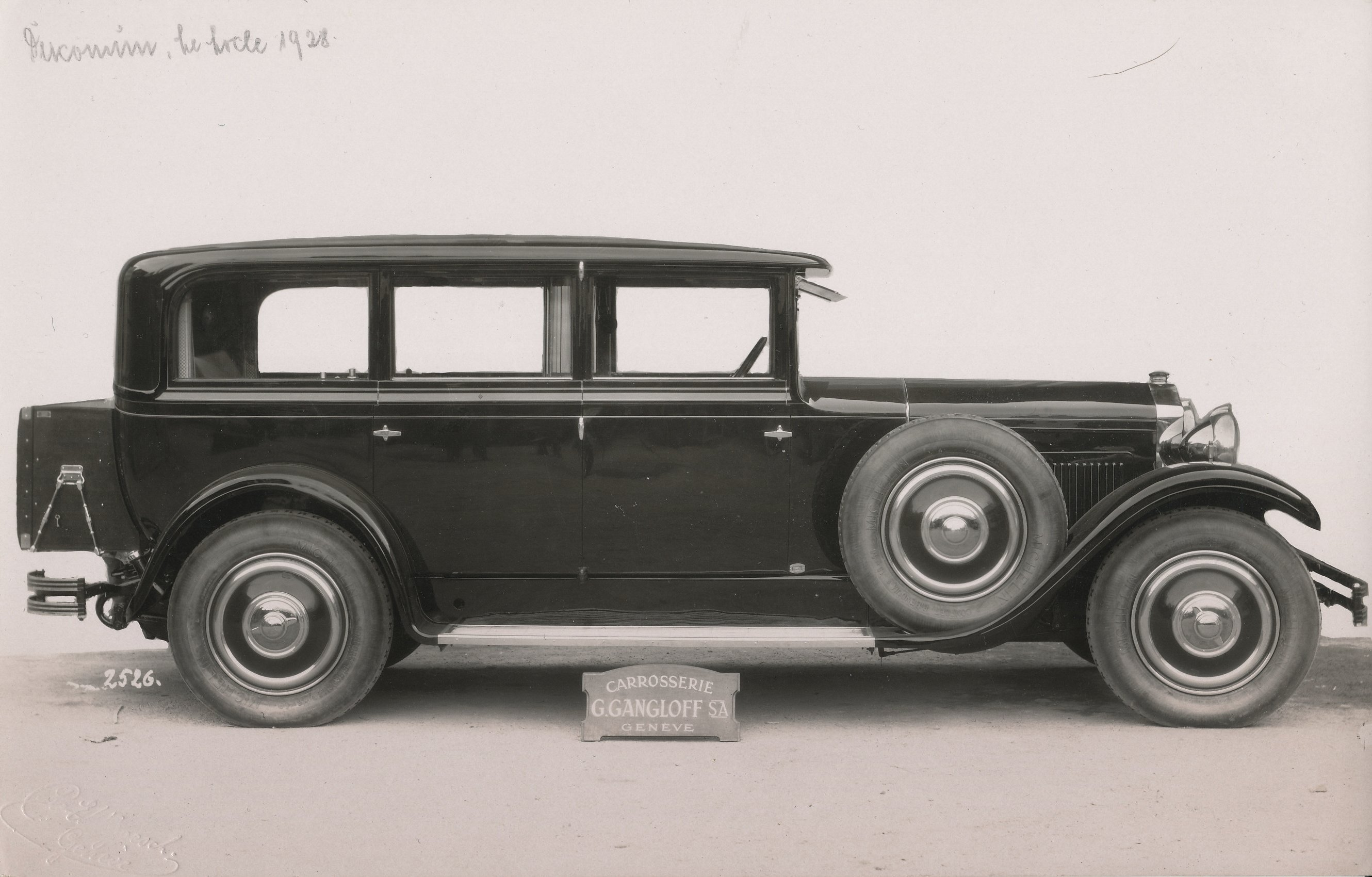
Martini FUG Limousine (1927/28) Carrosserie Georges Gangloff
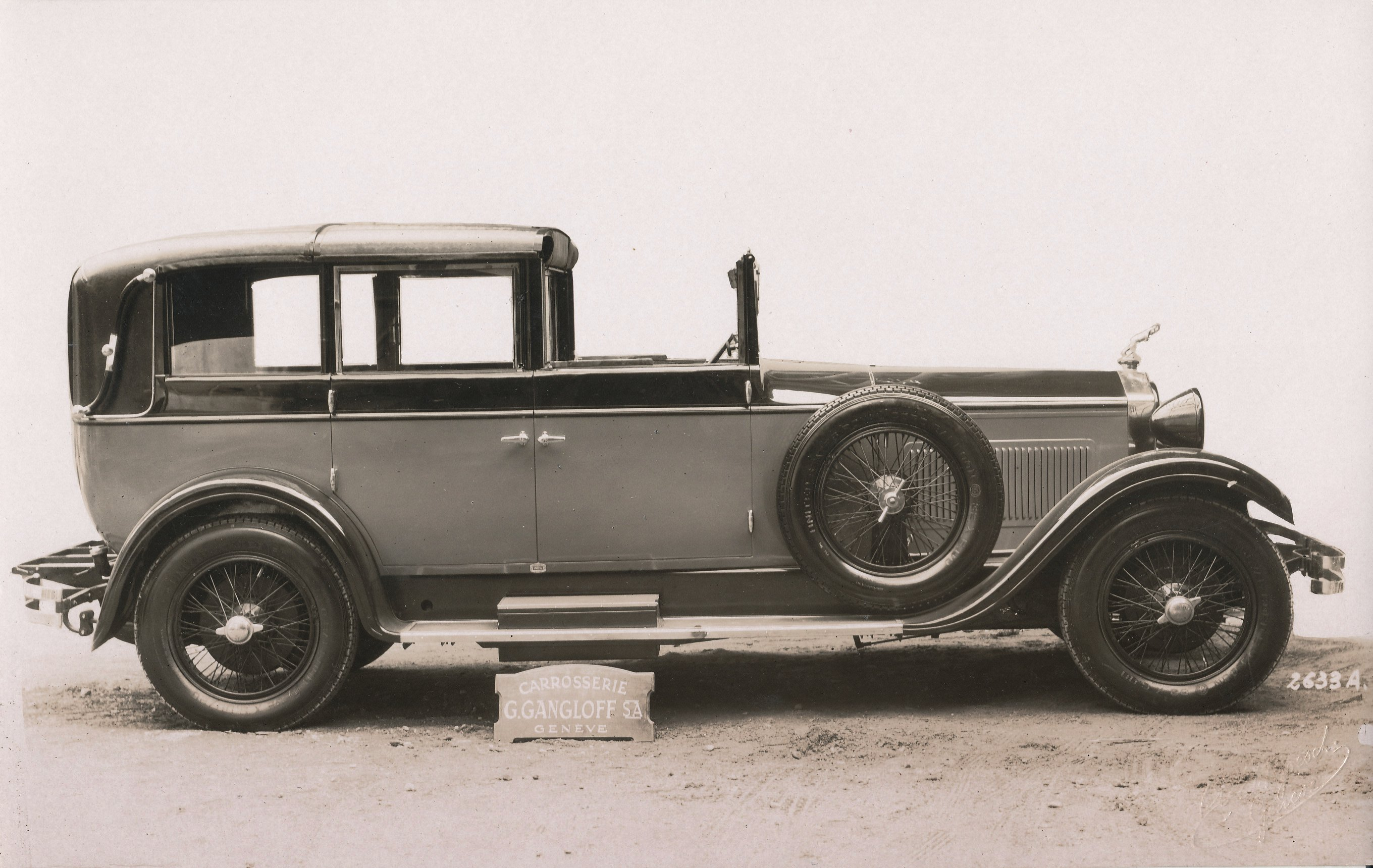
Martini FUG Landaulett (1929/30) Carrosserie Georges Gangloff
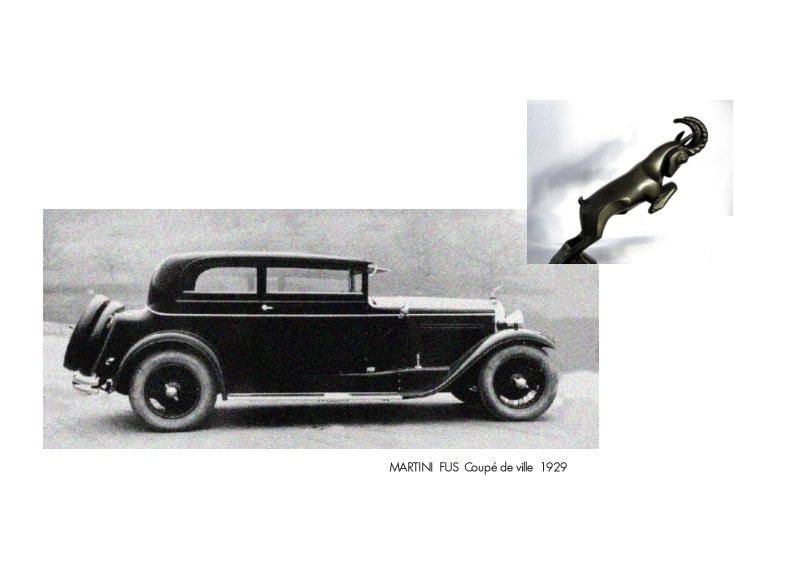
Martini FUS Coupé de ville (1929) Carrosserie Reinbolt & Christé
Martini NF 4,4 Ltr. (1931). Fondation Gianadda, Martigny
Martini-Steiger Kühlerfigur von Georges Darel
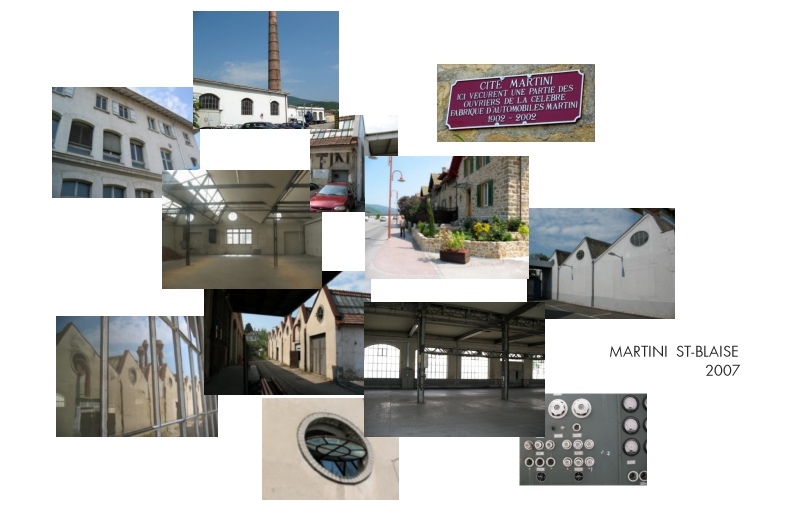
Martini Saint-Blaise, Impressionen 2007
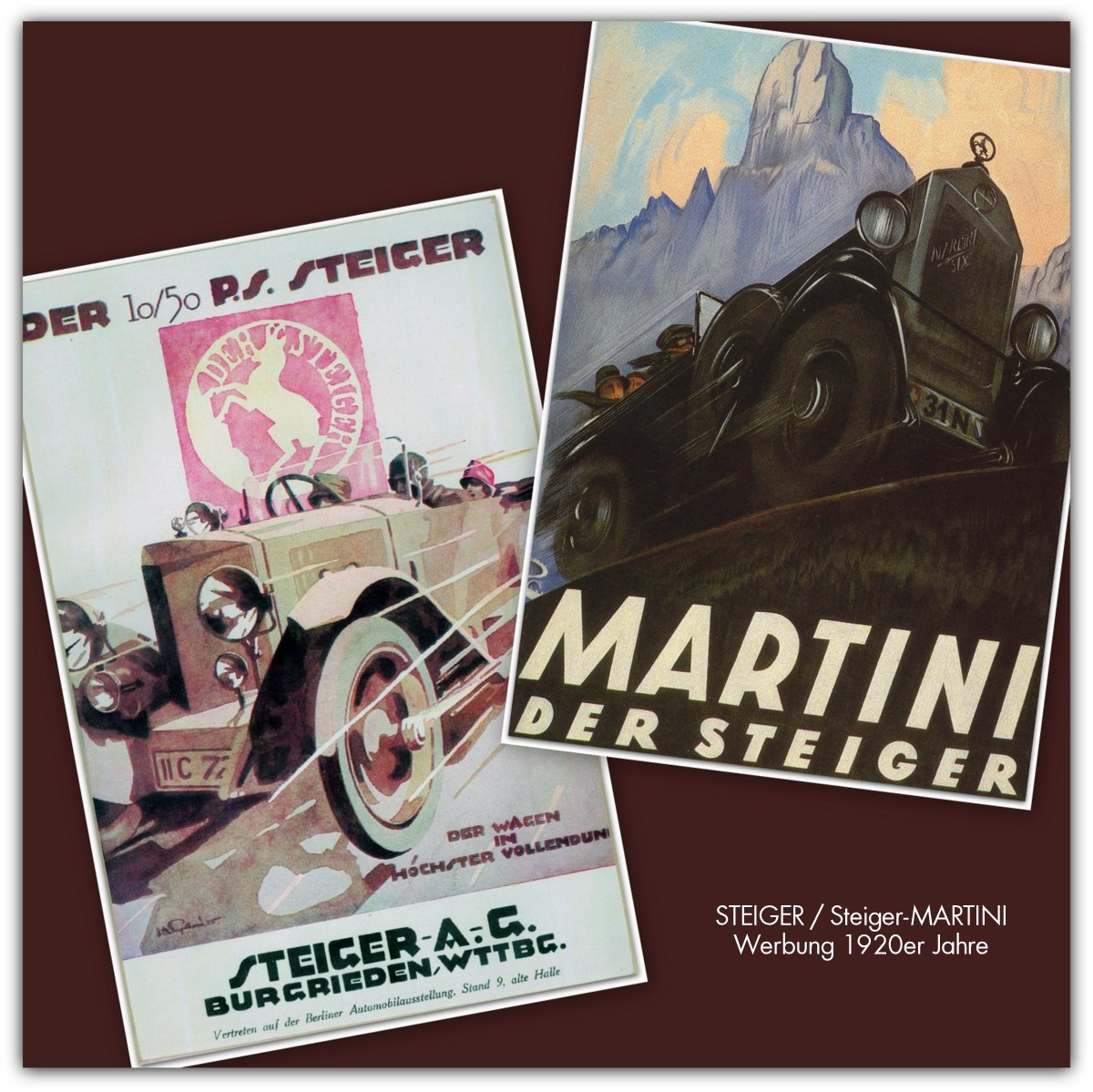
Steiger und MARTINI-Steiger. Werbung 1920er Jahre

| Typ                | Bauzeit   | Zylinder   | Hubraum  | Leistung             | Vmax     |
| ------------------ | --------- | ---------- | -------- | -------------------- | -------- |
| Martini 20/24 HP   | 1903–1905 | 4 V        | 4712 cm³ | 24 PS (17 kW)        | 50 km/h  |
| Martini LKW 3,2 t  | 1905–     | 4          | 4084 cm³ | 32 PS                |          |
| Martini            | (1908)    | 4          | 1194 cm³ | 12 PS                |          |
| Martini GA         | 1912      | 4          | 2412 cm³ | 12 PS (9 kW)         | 60 km/h  |
| Martini TF         | 1919–1925 | 4 in Reihe | 3815 cm³ | 35–45 PS (26–33 kW)  | 90 km/h  |
| Martini FU / FUN   | 1927–1931 | 6 in Reihe | 3097 cm³ | 55–70 PS (40–51 kW)  | 100 km/h |
| Martini FUG/FUS/FN | 1927–1931 | 6 in Reihe | 4379 cm³ | 70–90 PS (51–66 kW)  | 120 km/h |
| Martini KM         | 1930–1932 | 6 in Reihe | 2540 cm³ | 50 PS (37 kW)        | 100 km/h |
| Martini NF         | 1932–1934 | 6 in Reihe | 4379 cm³ | 95–100 PS (70–73 kW) | 130 km/h |